# 加藤段藏
加藤段藏（日语：／ Katō Danzō，1503年—1569年？），出生於文龜3年，卒於永禄12年，是日本戰國時代的忍者。
本名為加當段藏，有出身自常陸的說法，詳細情形不可考。為忍術高超的忍者、長於幻術活動、跳躍力優，是日本戰國時代最具異能忍者之一。最初仕奉上杉謙信，對於幻術十分自負得意、曾於上杉謙信轄下越後之春日山城下，在民眾面前施展「呑牛之術」令民眾十分驚恐害怕，其術乃一口氣將牛吞飲之術，催眠術一種。
曾經有一次、受謙信的命令前往敵對大名家奪取名劍，段藏不只奪取了名劍，還將服侍此大名的童女也活捉後獻給謙信。關於這個故事，也有一說並非是赴敵對大名家，而是謙信的筆頭家老直江景綱家奪取家寶大薙刀。直江知道消息後，立即於庭園備有嚴密守衛、警衛犬防範欲取其命，段蔵事前早察知並施逢犬之術毒殺警犬後帶著直江家的女兒一起離開云云。自從這件事後，謙信對他相當驚恐且警戒，開始疏離他，甚至下令大和守暗殺他，於是他離開了上杉家，轉而投效武田信玄。
信玄命加藤飛越高塀，著地點暗藏陷阱隱縛長槍並蓋上偽裝，加藤飛越高塀時，視破陷阱立即於空中反轉、逃過一劫，技驚四座。
信玄對於其驚人的忍術一樣相當警慎防備。據傳說因為段藏私底下串通織田信長，信玄遂在1569年時，趁他如厠時命令馬場信春（另有一說是土屋昌次）將其暗殺。享年67歲。
因其傑出的忍術而有「飛鳶加藤」(飛び加藤、或稱鳶加藤。發音一樣。)的稱呼。

## 流行文化
- 日本手機遊戲《Fate/Grand Order》中，作為4星Assassin出場。配音員︰明坂聪美。[1][2]